# 東亞大學 (韓國)
東亞大學（：／）是韓國釜山廣域市的一所私立大學，以體育系見長，並設有醫學院與法学院。

## 著名校友
- 梁正模：1976年奧運摔角金牌。
- 河亨柱：1984年奧運柔道金牌，東亞大學教授。
- 文大成：2004年奧運跆拳道金牌。
- 金泰映：足球員，2002年世界盃韓國正選。
- 尹晶煥：足球員，日本J-League鳥棲砂岩監督。
- 金星根：韓國多個棒球團監督，三度帶領SK飛龍摘冠。
- 金泰勋：2016年奧運跆拳道铜牌。

## 外部連結
- 東亞大學網站 （页面存档备份，存于）